# توسين أوشينوو
توسين أوشينوو هي مهندسة معمارية نيجيرية ورائدة أعمال مبدعة ومتحدثة ومؤلفة.   تشتهر بأعمالها في تصميم مجمع ميريلاند في لاغوس